# Trùm mũ đen
Trùm mũ đen (tiếng Anh: Blackhat) là một bộ phim hành động giật gân ly kỳ do Michael Mann đồng đạo diễn, sản xuất và viết kịch bản. Phim có sự tham gia của Chris Hemsworth, Thang Duy, Viola Davis, Holt McCallany và Vương Lực Hoành. Phim ra mắt tại rạp chiếu TCL Chinese Theatre ở Los Angeles vào ngày 8 tháng 1 năm 2015 và được công chiếu tại rạp ngày 16 tháng 1. Trùm mũ đen có doanh thu phòng vé thảm hại, khi chỉ thu về 19.7 triệu $ so với kinh phí 70 triệu $. Trong khi nhận được nhiều đánh giá phê bình trái chiều, với chỉ trích nhằm vào diễn xuất và tốc độ phim, một số nhà phê bình vẫn tìm thấy điểm sáng trong phim và cho nó vào danh sách phim cuối năm của họ. Phim khởi chiếu tại Việt Nam ngày 16 tháng 1 năm 2015.